# Ipomoea monticola
Ipomoea monticola är en vindeväxtart som först beskrevs av Carl Daniel Friedrich Meisner, och fick sitt nu gällande namn av O'donell. Ipomoea monticola ingår i släktet praktvindor, och familjen vindeväxter. Inga underarter finns listade i Catalogue of Life.